# Benjamin Bramley
Benjamin Bramley, noto anche come Ben Bramley (Boston, 3 maggio 1999), è un tuffatore statunitense.

## Biografia
Ai campionati mondiali di nuoto di Gwangju 2019, al fianco del connazionale Steele Johnson, si è classificato ottavo nel concorso del sincro 10 metri.